# Баїшево (Баймацький район)
Баї́шево (рос. Баишево, башк. Байыш) — присілок у складі Баймацького району Башкортостану, Росія. Входить до складу Ішмухаметовської сільської ради.

## Історія
Присілок заснований 1795 року як хутір Баїшево переселенцями із присілку Юмашево Бурзянської волості 6-о башкирського кантону Верхньоуральського повіту Оренбурзької губернії. 1812 року хутір перейменовано на Касимгулово, але 1816 року повернуто стару назву. 1834 року присілок входив до складу 6-ї юрти Бурзянської волості 6-о башкирського кантону Верхньоуральського повіту, з 1859 року — у складі Тлявкабиловської сільської громади 10-ї юрти 4-о башкирського кантону Верхньоуральського повіту, з 1866 року — у складі Бахтігареєвської сільської громади 1-ї Бурзянської волості Верхньоуральського повіту, з 1885 року — у складі 1-ї Бурзянської волості Орського повіту, з 1907 року — у складі Бурзяно-Таналицької волості, з грудня 1917 року — у складі Бурзяно-Таналицького волості Бурзян-Тангауровського кантону Малої Башкирії, з 20 березня 1919 року — у складі Бурзяно-Таналицької волості Бурзян-Тангауровського кантону АРБР, з 14 червня 1922 року — у складі Бахтігареєвської сільради Бурзяно-Таналицької волості Бурзян-Танагуровського кантону БАРСР, з 5 жовтня 1922 року — у складі Бахтігареєвської сільради Бурзяно-Таналицької волості Зілаїрського кантону, з 26 червня 1923 року — у складі Бахтігареєвської сільради Таналицької волості Зілаїрського кантону, з 20 серпня 1930 року — у складі Баймурзінської сільради Баймак-Таналицького району, з 20 вересня 1933 року — у складі Баймурзінської сільради Баймацького району, з 1955 року — у складі Ішмухаметовської сільради Баймацького району.

## Населення
Населення — 130 осіб (2010; 154 в 2002).
Національний склад:
- башкири — 99 %

## Уродженці
- Янбеков Рамазан Фатхуллович (1934—2019) — башкірський співак.